# Jill Whelan

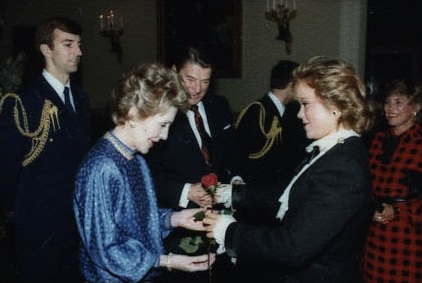
Jill Whelan übergibt eine Rose an Nancy Reagan (1984)

Jill Whelan (* 29. September 1966 in Oakland, Kalifornien) ist eine US-amerikanische Schauspielerin. Schon im Alter von sieben Jahren spielte sie in einigen Werbespots mit. Bekannt wurde sie als Vicki Stubing, die Tochter von Kapitän Stubing in der Serie Love Boat, in der sie von 1978 bis 1987 mitspielte.
Ihre erste Ehe dauerte von 1993 bis 2001. Whelan war ab 2004 in zweiter Ehe verheiratet. 2014 beantragte sie die Scheidung.
Seit 2017 ist sie in dritter Ehe mit dem ehemaligen Footballspieler Jeff Knapple verheiratet. Whelan ist Mutter zweier Söhne, jeweils einer aus erster und zweiter Ehe.

## Filmografie (Auswahl)
- 1978–1987: Love Boat (114 Folgen)
- 1978–1983: Fantasy Island (3 Folgen)
- 1979: Friends (5 Folgen)
- 1980: Die unglaubliche Reise in einem verrückten Flugzeug (Airplane!)
- 1997: Schatten der Leidenschaft (Fernsehserie, Folge 1.6152)
- 1998: Sandman
- 1999: Diagnose: Mord (Fernsehserie, Folge 5x06: Verseuchte Implantate)
- 2009: Looking For
- 2012: Six Degrees of Hell
- 2015: Reich und Schön (Fernsehserie, Folgen 1.7033 und 1.7034)
- 2016: Criminal Minds  (Fernsehserie, Folge 12x05 Die Spitze des Eisbergs (The Anti-Terror Squad))
- 2017: Take It from the Top (Fernsehfilm)
- 2024: The Masked Singer (Fernsehsendung, Gastauftritt Folge 11x4)